# Dobra (Poznań)
Pour les articles homonymes, voir Dobra.
Dobra (prononciation : [ˈdɔbra] ; allemand : Gutendorf) est un village polonais de la gmina de Buk dans le powiat de Poznań de la voïvodie de Grande-Pologne dans le centre-ouest de la Pologne.
Il se situe à environ 6 kilomètres au sud de Buk (siège de la gmina) et à 28 kilomètres au sud-ouest de Poznań (siège du powiat et capitale régionale).

## Histoire
De 1975 à 1998, le village faisait partie du territoire de la voïvodie de Poznań.

Depuis 1999, Dobra est situé dans la voïvodie de Grande-Pologne.
Le village possède une population de 67 habitants en 2009.